# Heeke (Alfhausen)
Heeke ist ein Ortsteil der Gemeinde Alfhausen im niedersächsischen Landkreis Osnabrück.

## Geographie

### Lage
Der Alfhausener Ortsteil Heeke befindet sich östlich des Ortskerns Alfhausen. Südlich des Ortsteils befinden sich das Reservebecken und daran anschließend der Alfsee.

### Gewässer
Im Ostteil des Ortsteils fließt die Hase zunächst noch als Hohe und Tiefe Hase, die sich dort nach der Trennung in Sögeln wieder vereinen. Der Ableiter aus dem Alfsee kommend mündet ebenfalls in Heeke in die Hase.
Der Heeker Mühlenbach durchfließt Heeke, um in den Ableiter des Alfsees zu münden.

## Geschichte
An der Grenze zum Bersenbrücker Ortsteil Woltrup-Wehbergen befand sich das zerstörte Großsteingrab Woltrup-Wehbergen.

### Heeker Klause

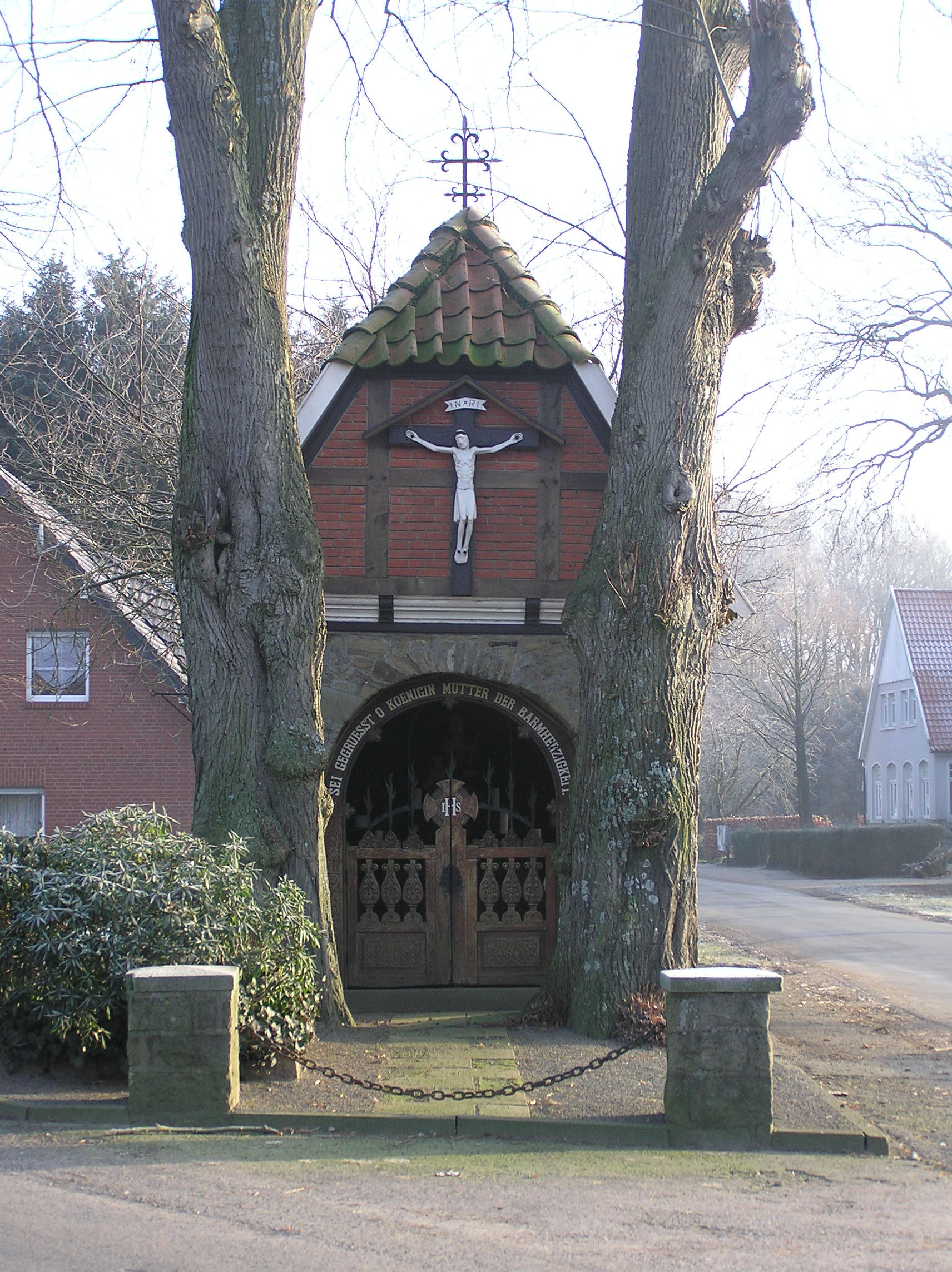
Die Heeker Klause

Die Heeker Klause wurde 1818 errichtet und wird als zentraler Punkt Heekes angesehen.

### Heeker Spritzenhaus
Bis zum Ende der 1960er Jahre existierte in Heeke eine eigene Feuerwehr, die noch mit einer Handdruckspritze ausgestattet war. Ihr letzter Einsatz war am 1. Juli 1968 beim Brand des Heiker Hofs. Das 1983 renovierte Spritzenhaus befindet sich im Heeker Dorf unweit der Heeker Klause.

### Schule
Eine erste Schule wurde in Heeke 1820 eröffnet. Als erstes Gebäude diente ein einfaches strohgedecktes Gebäude, das 1863 eine Glocke erhielt. Das viel zu kleine Gebäude wurde 1876 durch ein neues größeres ersetzt, brannte aber am 16. Januar 1914 teilweise ab. Durch einen Ausbau ergänzt, wurde sie kurz darauf wieder aufgebaut.
Das Ende der Schule wurde 1969 besiegelt, als die Klassen 1–4 zur Grundschule nach Alfhausen geschickt wurden. Bereits vor der Schließung der Schule wurden die Jahrgänge 5–9 ab 1965 an der neuen Schule in Alfhausen unterrichtet.
Das noch vorhandene Schulgebäude wird heute als Wohnhaus genutzt.

### Kriegsende
Nach Kämpfen am Vortag in Alfhausen wurde Heeke am 11. April 1945 durch britische Truppen kampflos besetzt. 

### Eingemeindung
Am 1. Februar 1971 wurde die bis dahin selbstständige Gemeinde mit den Gemeinden Alfhausen, Thiene und Wallen zur neuen Einheitsgemeinde Alfhausen zusammengeschlossen. Bis zum 30. Juni 1972 gehörte Heeke dem Landkreis Bersenbrück an und wurde nach dessen Auflösung zum 1. Juli 1972 in den neuen Landkreis Osnabrück überführt.

### Bürgermeister
Der letzte Bürgermeister der Gemeinde Heeke, Georg Schmidt, wurde 1971 erster Bürgermeister der neuen Gemeinde Alfhausen.

### Einwohnerentwicklung
Die folgende Tabelle veranschaulicht die Einwohnerentwicklung Heekes.
| Jahr | Einwohner |
| ---- | --------- |
| 1905 | 512       |
| 1925 | 548       |
| 1933 | 519       |
| 1939 | 509       |
| 1950 | 699       |

| Datum | Einwohner |
| ----- | --------- |
| 1961  | 534       |
| 1969  | 459       |
| 1988  | 412       |
| 1992  | 416       |
| 1995  | 388       |

## Verkehr
Im östlichen Randbereich des Ortsteils verläuft die Bundesstraße 68, welche eine Verbindungsachse zwischen Osnabrück und Oldenburg bildet.
Ebenfalls im östlichen Randbereich des Ortsteils befindet sich die Bahnstrecke Oldenburg–Osnabrück. Hieran befand sich auch bis zur Schließung im Jahr 2000 der nächste Bahnhof in Alfhausen, der aber im Rahmen der Reaktivierungsmaßnahmen in den nächsten Jahren wieder in Betrieb gehen soll.
Weiter westlich im Gebiet der Gemeinde Rieste verläuft die Bahnstrecke Hesepe-Delmenhorst, auf der Personenzüge von Osnabrück nach Bremen fahren.